# Мария де Понтье
Мари́я де Понтье́ (фр. Marie de Ponthieu; до 17 апреля 1199 — сентябрь 1250) — графиня Понтье по праву рождения с 1221 по 1250 год, дочь Гийома II де Понтье и Адели Французской.

## Биография
Возможно, под влиянием своего дяди короля Франции Филиппа II Августа в сентябре 1208 года вышла замуж за Симона де Даммартена, уже бывшего к тому моменту графом Омаля. В 1212 году из-за конфликта своего брата Рено с королём он перешёл на службу королю Англии Иоанну Безземельному. В битве при Бувине англо-гвельфская армия Иоанна Безземельного и императора Священной Римской империи Оттона IV Брауншвейгского была разбита французской армией под командованием Филиппа II Августа. Рено де Даммартен при этом попал в плен, а Симон бежал. Собственность братьев была конфискована королём.
После смерти в 1221 году графа Гильома II де Понтье король Филипп II Август аннексировал и графство Понтье — наследство Марии. Однако ценой тяжёлых уступок ей удалось найти компромисс со вступившим на престол в 1223 году новым королём Людовиком VIII о возвращении ей Понтье. Она передала королю Дуллан и Сен-Рикье, отказалась от прав на графство Алансон, обязалась не восстанавливать разрушенные королём крепости, а также дала обещание не выдавать замуж своих старших дочерей без согласия короля. Позже смог получить прощение и Симон, согласившись на условия договора Людовика и Марии. Супруги упоминаются также в летописи от 2 мая 1230 года, когда они подтверждают дар собственности аббатству Нотр-Дам в Уркане.
От её брака с Симоном де Даммартеном родились:
- Жанна де Даммартен (ок. 1220—1279), графиня Понтье и Омаля, королева Кастилии и Леона через брак с королём Фернандо III
- Матильда де Даммартен (до 1220—1257) — замужем за виконтом Жаном де Шательро[фр.]
- Филиппа де Даммартен (?—14 апреля 1278/81), замужем за Раулем Лузиньянским, графом Э (?—1246), затем за Раулем I де Кусси (?—1250), затем за Оттоном II, графом Гельдерна (?—1271)
- Мария (?—после 1279), замужем за Жаном Пьерпоном (?—1251), графом Руси

Овдовев, между сентябрём 1240 и декабрём 1241 года вторично вышла замуж — за Матьё де Монморанси, погибшим 8 февраля 1250 года в битве при Эль-Мансуре.
Мария скончалась в сентябре 1250 года.